# Валвазоне (Порденоне)
Валвазоне (итал. Valvasone) је насеље у Италији у округу Порденоне, региону Фурланија-Јулијска крајина.
Према процени из 2011. у насељу је живело 1802 становника. Насеље се налази на надморској висини од 54 м.

## Становништво
| 1931. | 1936. | 1951. | 1961. | 1971. | 1981. | 1991. | 2001. | 2011. |
| ----- | ----- | ----- | ----- | ----- | ----- | ----- | ----- | ----- |
| 2.830 | 2.673 | 2.676 | 2.262 | 2.113 | 2.019 | 1.924 | 1.936 | 2.190 |